# Uraka Portugalska
Uraka Portugalska [uˈʁakɐ] (1148. — o. 1211.) bila je portugalska infanta i leonska kraljica kao prva supruga kralja Ferdinanda II. Leonskog.
Uraka je bila kći prvog portugalskog kralja, Afonsa I. te sestra Sanča I. U svibnju ili lipnju 1165., Uraka i Ferdinand vjenčali su se te je njihovo dijete bio Alfons IX., rođen u Zamori.
Nakon što je Ferdinandov i Urakin brak poništen zbog bliskog srodstva, Uraka je postala redovnica.